# Die Liebhaberin (2016)
Die Liebhaberin (auch: Los decentes bzw. A Decent Woman) ist eine argentinisch-österreichisch-südkoreanische Koproduktion von Lukas Valenta Rinner aus dem Jahr 2016. Die Premiere des Spielfilmes erfolgte im April 2016 im Rahmen des Jeonju International Film Festival. In Österreich wurde der Film im März 2017 auf der Diagonale in Graz gezeigt, wo er als bester Spielfilm mit dem Großen Diagonale-Preis ausgezeichnet wurde. Der Kinostart erfolgte in Österreich am 1. September 2017 und in Deutschland am 9. November 2017.

## Handlung
Belén ist eine aus ärmlichen Verhältnissen stammende junge Frau, die am Stadtrand von Buenos Aires einen Job als Hausmädchen, Putzfrau und Köchin einer reichen Familie bekommt. Deren Villa ist Teil einer Gated Community und durch hohen Mauern als Grenzlinie zwischen Reich und Arm geschützt. Hinter den Mauern befindet sich ein dschungelähnliches Gebiet. Auf einem Spaziergang entdeckt Belén ein darin befindliches Nudisten- und Swingercamp. Ihre heimlichen Besuche als Voyeurin häufen sich und schließlich wird sie von der Nudisten-Gemeinschaft als vollwertiges Mitglied aufgenommen.

## Produktion
Produziert wurde der Film von der Nabis Filmgroup mit Sitz in Buenos Aires und Salzburg. Die Produktion wurde vom Digital Cinema Project des Jeonju Filmfestivals, der Filmabteilung des Österreichischen Bundeskanzleramtes und der Stadt sowie Land Salzburg gefördert. Bei diesem Film handelt es sich nach Parabellum (2015) um den zweiten Spielfilm des in Argentinien lebenden österreichischen Regisseurs Lukas Valenta Rinner (* 1985 in Salzburg).
Der Film wurde 2018 im Rahmen der Edition österreichischer Film von Hoanzl und dem Standard auf DVD veröffentlicht.

## Auszeichnungen
- 2016: Festival Internacional de Cine de Mar del Plata – beste Regie, beste Newcomerin (Iride Mockert)[7]
- 2016: Torino Film Festival – Spezialpreis der Jury
- 2017: Diagonale – Großer Diagonale Preis – Bester Spielfilm; Bestes Sounddesign (Nahuel Palenque)[1]
- 2017: Viennale – Wiener Filmpreis

## Rezeption
Die Tageszeitung Der Standard bezeichnete den Film als „stoisch erzählte Studie der Entgrenzung. Rinners Blick darauf hat eine Buñuelsche Note, mit gutem Rhythmusgefühl gleicht er die Parallelwelten ab und treibt sie schließlich in die Eskalation.“
Die Diagonale-Jury begründete die Auszeichnung als besten Spielfilm wie folgt: „Die Liebhaberin von Lukas Valenta Rinner ist sowohl Gesellschaftsparabel als auch schwarze Komödie. Basierend auf genauer Beobachtung gesellschaftlicher Mechanismen im heutigen Argentinien erzählt der Regisseur von der Kollision unvereinbarer Lebensmodelle und der allmählichen Selbstbefreiung seiner Protagonistin. Die Liebhaberin ist ein im besten Sinne eigenwilliger Film, der uns mit seiner Mischung aus formaler Strenge und Humor beeindruckte und es nicht scheut, den geschilderten Konflikt auf surreale Spitzen zu treiben.“